# Alphonse Pallu
Pour les articles homonymes, voir Pallu (homonymie).
Alphonse Pallu est un industriel français né à Tours le 20 juin 1808 et mort au Vésinet le 4 novembre 1880. Il est connu pour être le fondateur de la ville du Vésinet.

## Biographie
Issu d’une grande famille originaire de Touraine et du Poitou, Alphonse Pallu est le fils d'Ambroise Pallu, négociant et industriel tourangeau, et de Justine Mayaud. Il commence sa carrière à Tours, en aidant son père qui possède notamment depuis 1831 une usine de fabrication de céruse et de minium dans la banlieue nord de Tours.

### Industriel en Auvergne
En 1836, Alphonse Pallu s’installe à son compte et devient propriétaire des mines de plomb argentifères de Pontgibaud, à une vingtaine de kilomètres de Clermont-Ferrand. Il dirige les fonderies associées à ses mines, et investit également dans des carrières d’onyx en Algérie.
En 1848, il est élu maire de Pontgibaud et conseiller général. C’est dans le cadre de ses fonctions politiques qu’il rencontre le duc de Morny, alors président du Conseil général de Puy-de-Dôme. Il noue de bonnes relations avec Morny avec qui il commence à échanger sur l’opportunité de créer une ville nouvelle au Vésinet, sur le trajet de la nouvelle ligne de chemin de fer construite en 1837 entre Paris et Le-Pecq.

### La fondation du Vésinet
À partir de 1856, plusieurs séries d’adjudication permettent à Alphonse Pallu de lancer la construction d’un lotissement modèle au milieu de la forêt du Vésinet. 
Il crée la Société des Terrains du Vésinet, avec l’aide du banquier Ernest André, et confie au comte de Choulot ainsi qu’à l'architecte Olive les plans de la future ville du Vésinet, ainsi que l’aménagement du parc, des lacs et des rivières. 
Le 31 mai 1875, Le Vésinet est érigé en commune. Le 15 août, Alphonse Pallu devient le premier maire de la ville. Dans ce rôle, son action sera parfois critiquée, notamment pour son refus de recruter des institutrices laïques pour l'école gratuite de filles.

### Vie privée
Alphonse Pallu a épousé à Paris le 10 février 1847 Louise-Léontine-Charlotte Angot des Rotours, de quinze ans sa cadette, fille du baron François Mathieu Angot des Rotours et de Zélie Rodier. De cette union, sont nés quatre enfants : Arthur (1848-1877), Marguerite (1850-1860), Étienne (1854-1890), et Marguerite-Marie  (1862-1879). 
En 1860, Alphonse Pallu perd sa première fille, Marguerite, la veille de Noël. Il lui dédiera ensuite Le Vésinet, dont le blason comporte une marguerite. L’église Sainte-Marguerite du Vésinet a été dénommée ainsi en son honneur, ainsi que la villa Marguerite où s’est installé Alphonse Pallu et sa famille à partir des années 1870.

## Postérité
Dès 1880, le conseil municipal a débaptisé l’ancienne rue de la Faisanderie pour lui donner le nom d'Alphonse Pallu. 
Une école municipale porte également son nom, ainsi qu'une maison de retraite.

## Publication
- Considérations sur l'exploitation des mines métalliques en général, et sur celles de Pontgibaud en particulier, Imprimerie de Perol, Clermont-Ferrand, 1849, 75p.